# Creuer (viatge)

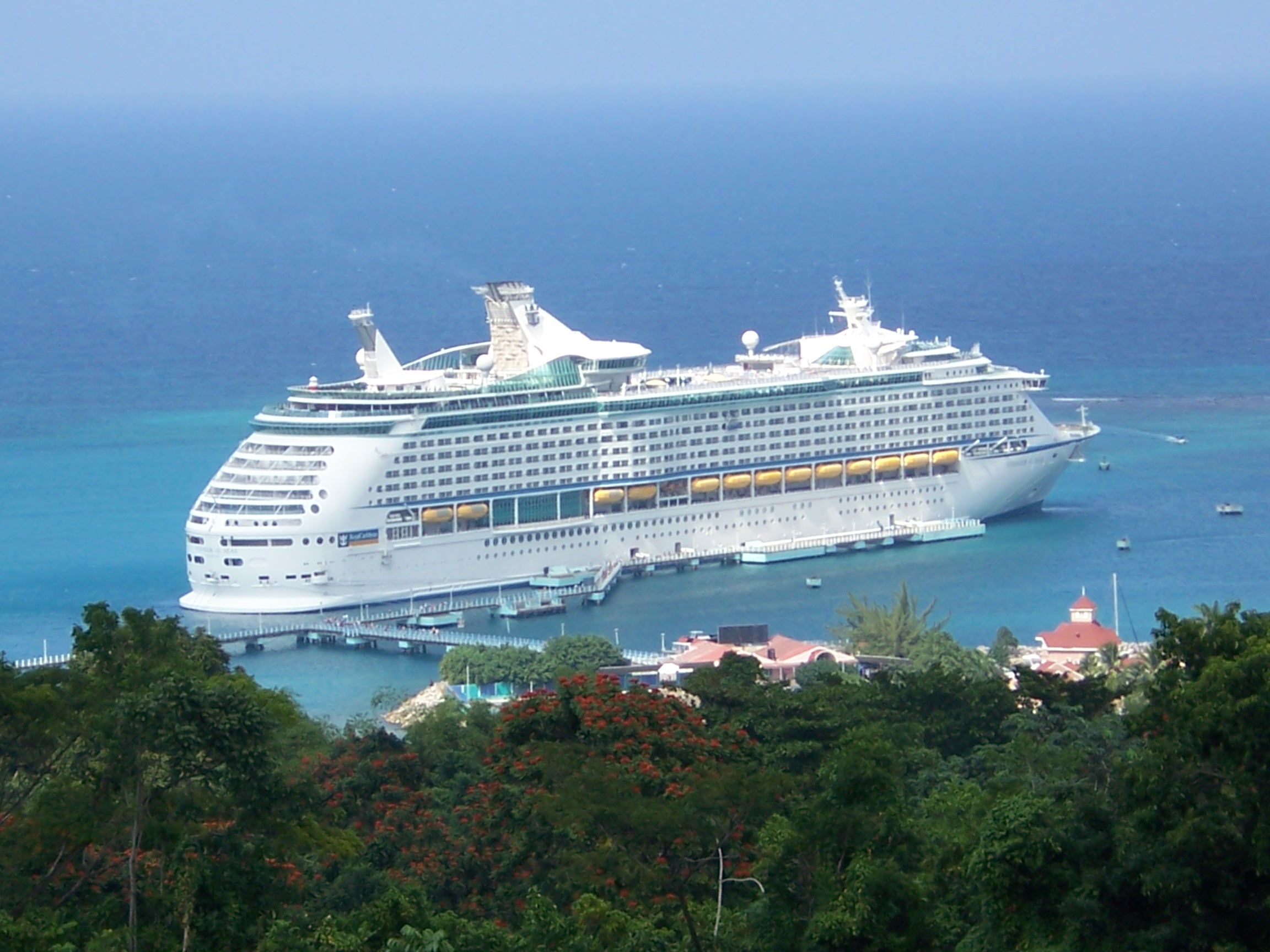
Voyager of the Seas.

Un creuer és un viatge de plaer realitzat en un vaixell de passatgers. Un creuer (o vaixell de creuer) també és el nom que reben les embarcacions de passatgers destinades a aquests viatges recreatius i turístics. Aquest terme també designa el servei d'aquesta mena de viatges en vaixell i la indústria que els ofereix i gestiona.
Els creuers moderns compten amb instal·lacions similars a hotels, incloent-hi restaurants, sales d'espectacles, piscines, gimnasos i habitacions amb balcons. Al 2023 en el Port de Catalunya, hi ha hagut un nou rècord de 3,56 milions de viatgers en creuers.

La majoria dels creuers naveguen pel Carib i la Mediterrània, però també operen en zones com Alaska, el Pacífic Sud i el Mar Bàltic. L'edat mitjana dels vaixells el 2024 és de 17,5 anys, amb un mercat de construcció dominat per tres empreses europees i una d'asiàtica.

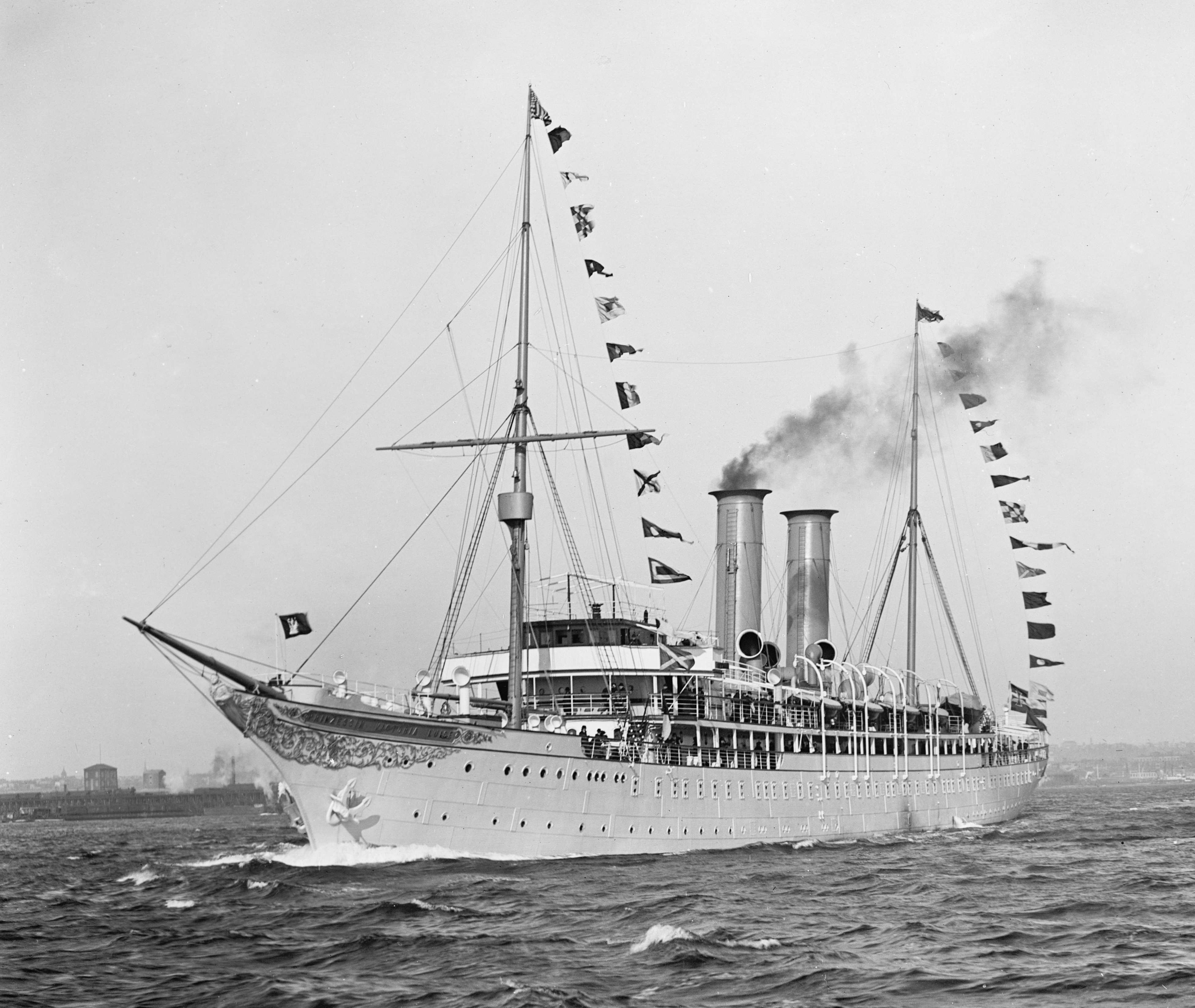
El Prinzessin Victoria Luise va ser el primer vaixell de creuer dissenyat i construït per aquest ús.

## Història
Quan el 1835 va aparèixer el primer anunci de creuer en el diari Shetland Journal per visitar Escòcia, Islàndia i les illes Fèroe, ningú presagiava un èxit de tal magnitud al segle xix. La primera companyia a sortir al mercat va ser creada el 1837 en Stromness per Arthur Anderson i Brodie Wilcox sota el nom de Peninsular Steam Navigation Company, que més tard es va convertir en P&O Cruises.
Aquesta iniciativa va cridar l'atenció de grans inversors i el 1840 Samuel Cunard va fundar Cunard Line per fer viatges transatlàntics de Liverpool a Halifax. Una de les grans gestes d'enginyeria naval i, potser, el gran succés en aquests anys va ser l'avarada el 1912 del RMS Titanic, enfonsat en el seu viatge inaugural en xocar amb un iceberg. Encara que un any abans havia realitzat el seu viatge inaugural el seu bessó una mica més petit RMS Olympic.

### Primeres novetats
Una nova generació de vaixells més luxosos en què la premissa essencial era ser més grans, tenir més capacitat, oferir més qualitat, aportar més confort i obeir al sentit del glamour. Els grans països com Estats Units, Alemanya, Gran Bretanya i França competien per ser els més forts del mercat i ser el referent mundial. Entre ells va destacar el Queen Mary, construït el 1948.
En aquesta batalla per ser el més innovador i el més ràpid, la companyia americana Furness Withy & Company Ltd. va aconseguir construir el primer vaixell anomenat Ocean Monarch després de la Segona Guerra Mundial, que va fer la seva inauguració oficial el 1951 en un trajecte entre Nova York i Bermuda.

### Una nova era

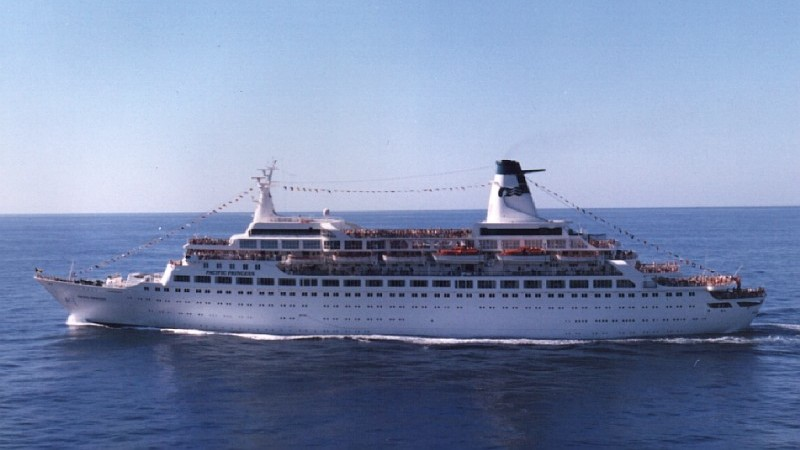
Pacific, gestionat per Quail Cruises.

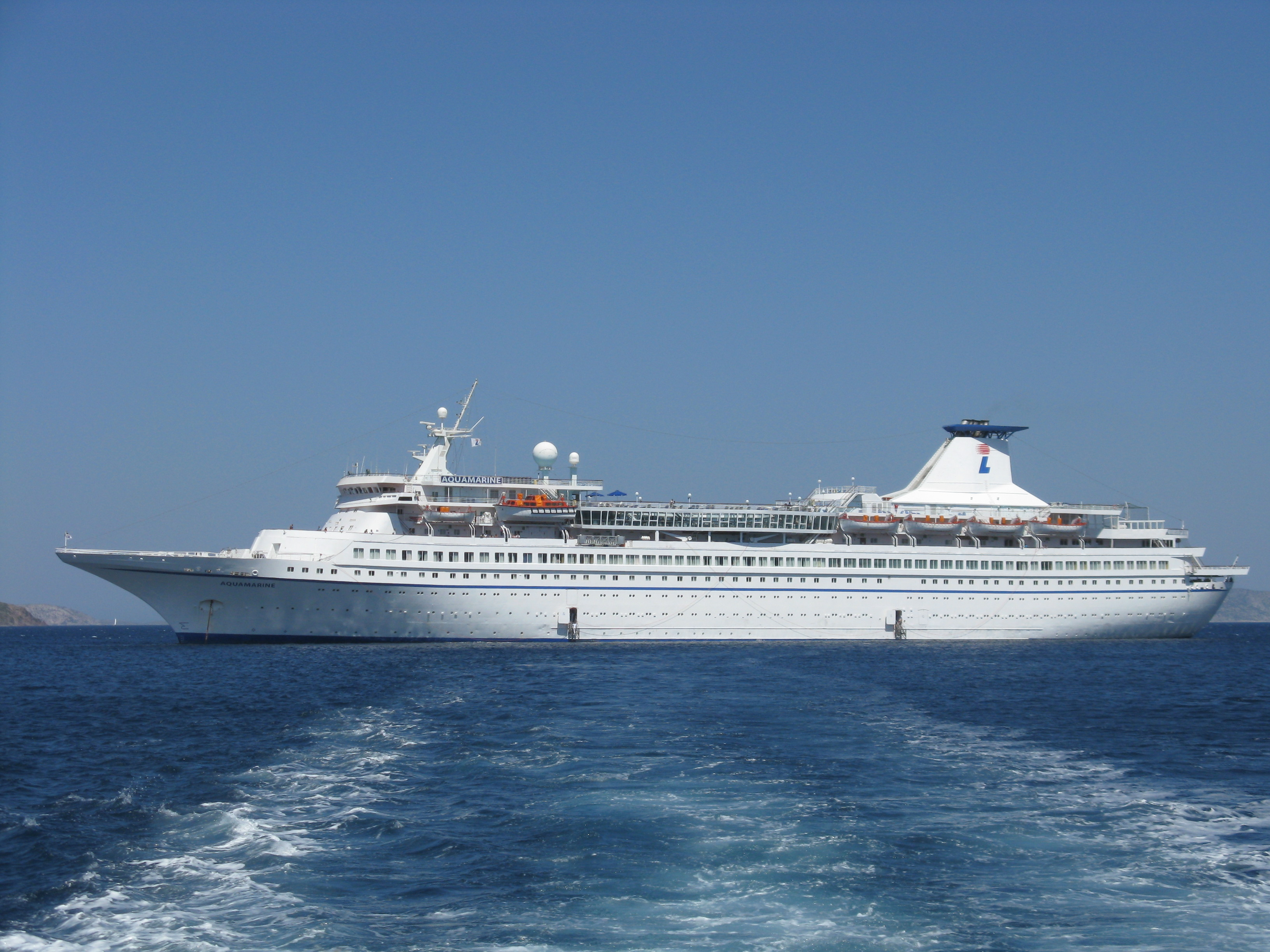
"Ocean Star Pacific" creuer de classe mundial.

Cunard Line la naviliera més avançada de l'època, va retirar el 1967 de la navegació marítima al Queen Mary i al Queen Elizabeth (fins llavors el més gran del món, després que s'incendiés i s'enfonsés, sent desballestat posteriorment, el France va ser el vaixell més gran fins que aquest títol se li va ser arrabassat pel Queen Mary 2). Però, tenien preparada una altra joia: el Queen Elizabeth 2, inaugurat el 1967.
La sèrie de televisió de la dècada de 1970 The Love Boat va ajudar a popularitzar el concepte com una oportunitat romàntica per a les parelles. Un altre vaixell que va fer aquesta transició va ser l'SS Norway, originalment el transatlàntic SS France i després convertit per a tasques de creuer com el primer 'supervaixell' del Mar Carib.
En la dècada de 1970 les navilieres van obrir una nova estratègia basada en itineraris en el Mar Carib, tot i que inicialment els ports no disposaven d'infraestructures i les possibilitats d'activitats complementàries en terra eren limitades, els espectacles nocturns de pit i cuixa a San Juan i Nassau van gaudir de molta popularitat i progressivament es van introduir els casinos a bord, un cop les navilieres van perdre la por a ser relacionades amb el crim organitzat.

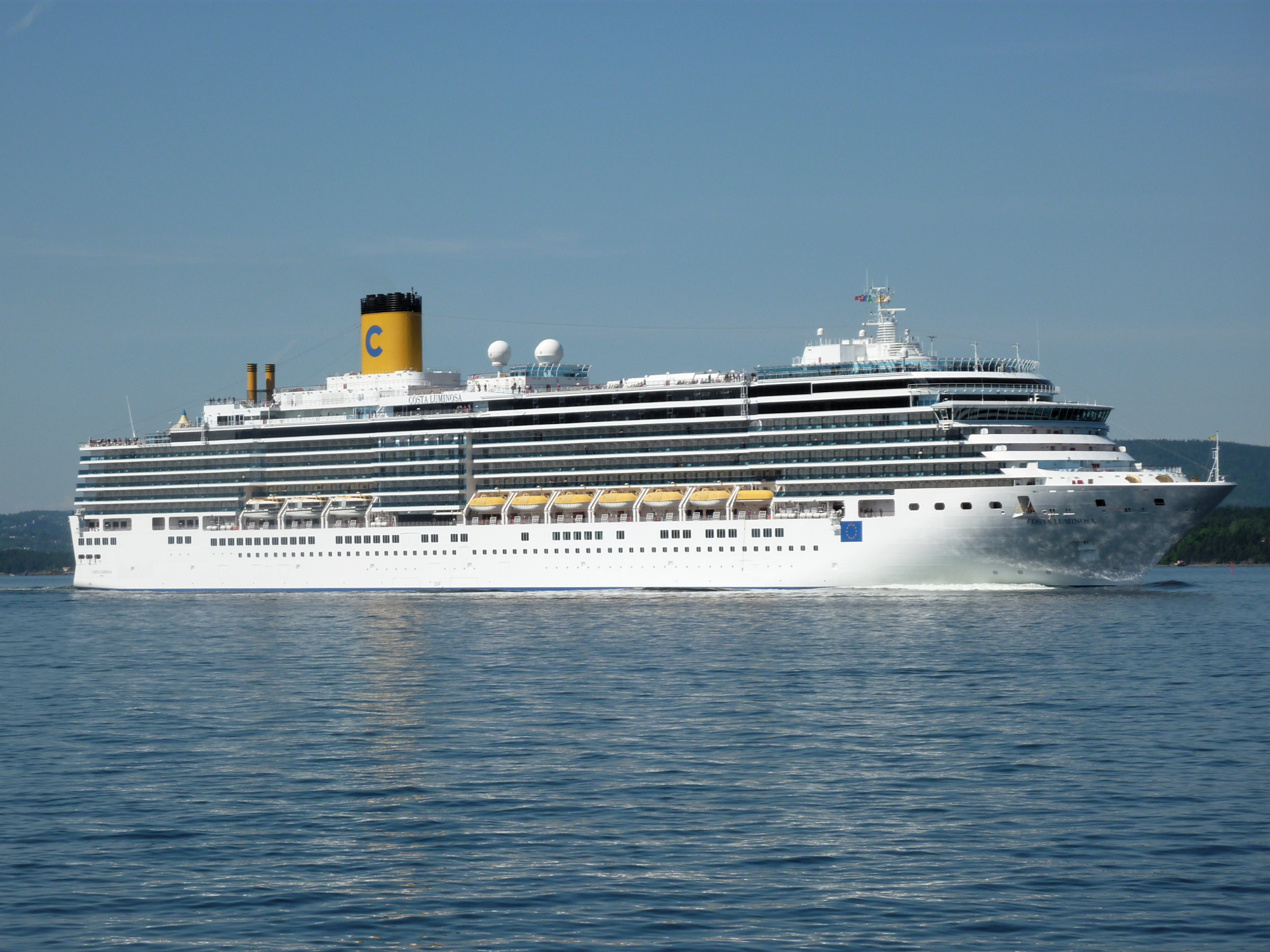
Creuer modern Costa Luminosa.

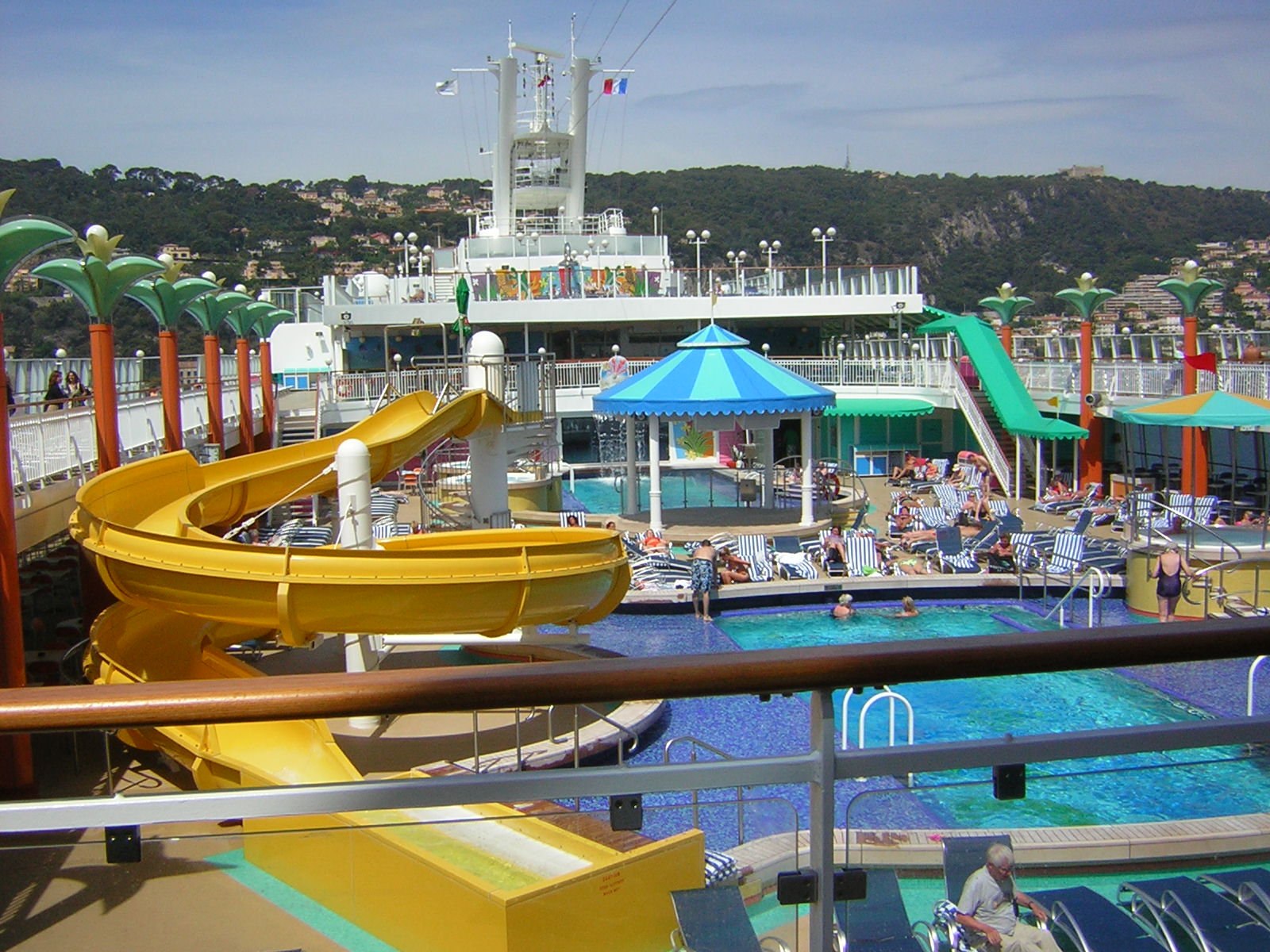
Zona de piscines en el Norwegian Jewel.

### Alseglexxi XXI
Al llarg dels anys, el concepte general de creuer no ha canviat gaire. No obstant això, cada companyia s'ha anat adaptant de forma específica a un tipus de públic, la qual cosa permet abastar des creuers de luxe fins creuers fluvials.
Això ha provocat que la mitjana d'edat hagi sofert un descens considerable i avui dia es trobi al voltant dels 40-45 anys. No obstant això, cada companyia busca un perfil de client, de manera que aquesta mitjana pot variar des 60-65 anys als 30-35 anys. En aquesta estadística influeix principalment el tipus de destinació, la categoria del vaixell, les instal·lacions i el preu. Encara que la política de creixement del negoci de creuers és molt forta, les navilieres han començat a produir noves estratègies de màrqueting destinades a fomentar aspectes com el relax, la innovació, l'assistència personalitzada, més entreteniment, vaixells més grans, cinemes, biblioteques, més atencions a bord, etc.
Alguns ports dels Països Catalans escala habitual de creuers són:
- Port de Barcelona
- Port de Maó
- Port de Palma
- Port de València
- Palamós

Algunes companyies de creuers que fan escala als ports catalans:
- AIDA Cruises
- Azamara Club
- Carnival Cruise Lines
- Celebrity Cruises
- Costa Crociere
- Crystal Cruises
- Cunard
- Happy Cruises
- Holland America Line
- Iberocruceros
- Kristina Cruises
- Louis Cruises
- Msc Crociere
- Norwegian Cruise Line
- Oceania Cruises
- P&O Cruises Lines
- Princess Cruises
- Pullmantur Cruises
- Regent Seven Seas Cruises
- Royal Caribbean International
- Seabourn Cruises
- Star Clippers
- Thomson Cruises

### Creuers fluvials
Un creuer pel riu és un viatge al llarg de vies navegables interiors, que sovint s'atura a diversos ports al llarg del camí. Atès que les ciutats i pobles sovint van créixer al voltant dels rius, els creuers fluvials sovint atraquen al centre de les ciutats i pobles.
Els creuers d'un dia pel riu són excursions d'un dia que van des de 30 minuts fins a un dia complet. Poden ser de vaixells que transporten només 10 persones a milers. Aquest creuer es basa típicament en una ciutat amb un riu que flueix a través del centre (per exemple, Amsterdam, Bangkok, Londres, París, Buenos Aires) o una àrea de bellesa natural, com en el riu Hudson, Rin, Tàmesi o l'Amazones.

## Drassanes
El mercat de construcció de creuers esta dominat principalment per empresas europeas i asiatiques.
Principals constructors:
1. Europeus:

- Chantiers de l'Atlantique (França)
- Fincantieri (Itàlia):
- Meyer Werft (Alemanya):

1. Asiàtic:

- Mitsubishi Heavy Industries (Japó)

En catalunya la Drassana Reial de Barcelona es la més important.

## Sobreturisme
Sobreturisme dels creuers és un problema global que afecta diverses ciutats turístiques. Ciutats com Venècia, Barcelona i Santorini pateixen greus conseqüències per l'arribada massiva de vaixells de creuer.
Aquests grans vaixells col·lapsen les infraestructures locals, malmeten els llocs patrimoni i transformen la identitat dels barris, substituint botigues tradicionals per cafeteries i botigues de records per a turistes.
A Venècia, per exemple, els creuers representen el 73% dels visitants però només contribueixen al 18% de l'economia turística. Per combatre aquest problema, diverses ciutats han implementat mesures. Venècia va prohibir l'entrada de vaixells de més de 25.000 tones, amenaçada per la UNESCO de ser inclosa en la llista de patrimoni en perill.
El 2023, l'alcaldessa de Barcelona, Ada Colau, es va pronunciar a favor de limitar el nombre de creuers que arriben a la ciutat. Actualment, fins a 200.000 persones desembarquen cada mes durant la temporada alta, i les noves mesures de Colau podrien reduir-ho a la meitat.

## Impacte ambiental

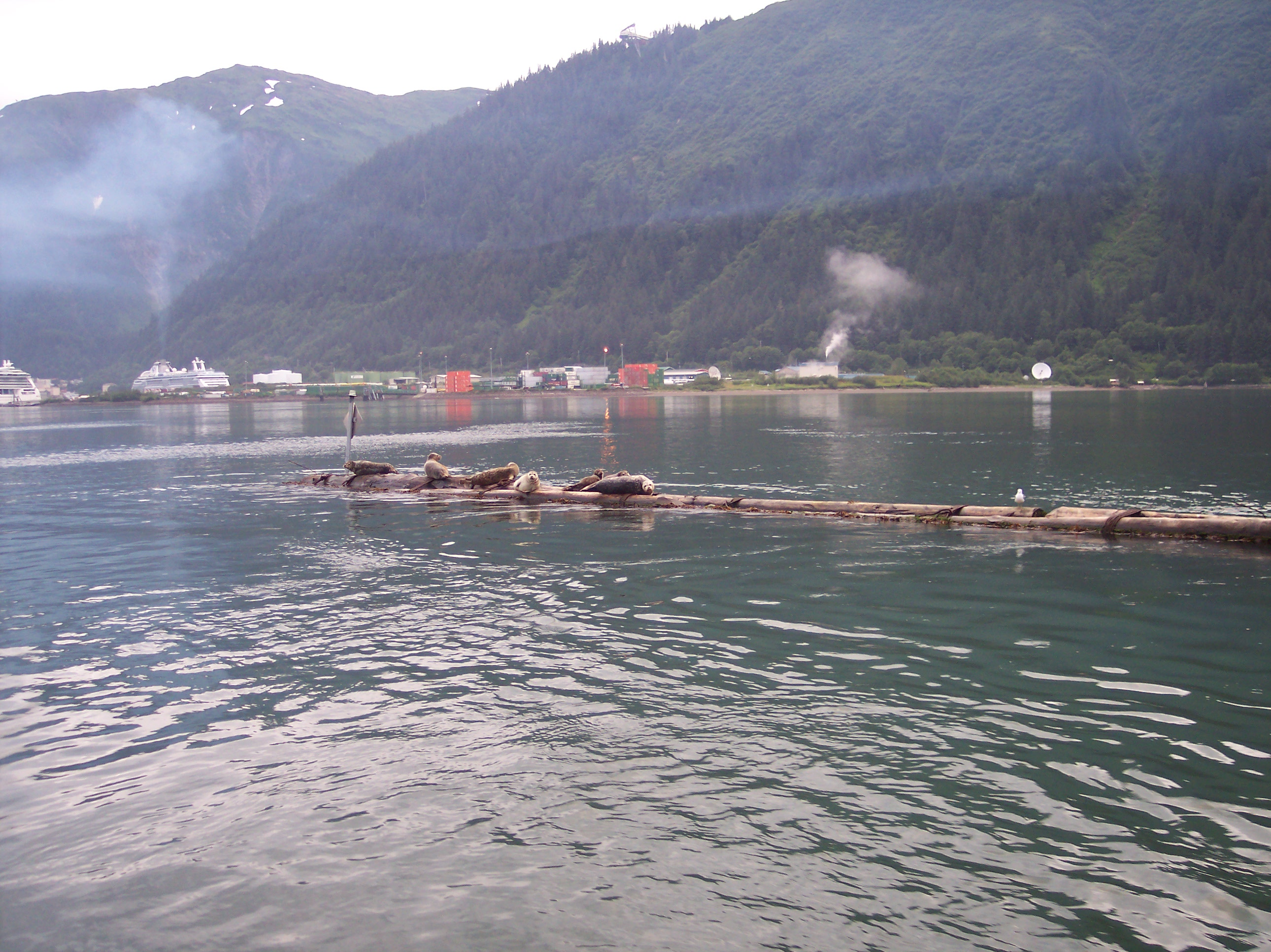
Fum dièsel de creuers a Juneau, Alaska. En primer pla hi ha les foques de port flotant a l'escullera de Douglas.

Els creuers generen una sèrie de fluxos de deixalles que poden donar lloc a descàrregues en l'ecosistema marí, incloses aigües residuals, aigües grises, deixalles perilloses, aigües de sentina olioses, aigua de llast i deixalles sòlides. També emeten contaminants atmosfèrics a l'aire i a l'aigua. Aquestes deixalles, si no es tracten i eliminen adequadament, poden ser una font important de patògens, nutrients i substàncies tòxiques amb el potencial d'amenaçar la salut humana i fer malbé la vida aquàtica.
La majoria dels creuers funcionen (principalment) amb fueloil pesant (HFO) o "combustible de búnquer" que, a causa del seu alt contingut de sofre, produeix emissions de diòxid de sofre pitjors que les del trànsit per carretera equivalent. L'acord internacional MARPOL IV-14 per a àrees de control d'emissions de sofre exigeix que els creuers utilitzin combustible que no contingui més d'un 0,10 % de sofre o utilitzin depuradors de gasos de fuga per reduir les emissions d'òxid de sofre a un nivell no pitjor que el d'un motor que funcioni amb combustible amb 0,1% de sofre. Els creuers poden utilitzar el 60% de l'energia del combustible per a la propulsió i el 40% per a les funcions de l'hotel, però les càrregues i la distribució depenen en gran manera de les condicions.
S'ha afirmat que la contaminació de l'aire procedent del transport marítim, inclosos els creuers, és responsable de 50.000 morts a l'any a Europa.
Algunes línies de creuers, com Cunard, estan prenent mesures per reduir l'impacte ambiental evitant les descàrregues (el Queen Mary 2 té una política de descàrrega zero) i reduint la seva producció de diòxid de carboni cada any.
Els creuers requereixen energia elèctrica, normalment proveïda per generadors dièsel, encara que un nombre cada vegada més gran de vaixells nous funcionen amb gas natural liquat (GNL). Quan estan atracats, els vaixells han de fer funcionar els seus generadors contínuament per alimentar les instal·lacions a bord, tret que siguin capaços d'usar energia a terra, on estigui disponible. Alguns creuers ja admeten l'ús d'energia des de terra, mentre que altres s'estan adaptant per fer-ho.

## Creuers enfonsats
Creuers enfonsats amb victimes mortals: 
- Dongfang zhi Xing (Xina, 2015).442 morts per capgirament durant una tempesta

- Costa Concordia (Itàlia, 2012).32 morts després de xocar contra roques

- Hableány (Hongria, 2019).27 morts en col·lisió amb un altre creuer fluvial

- Mijaíl Lermontov (Nova Zelanda, 1986).1 mort per xoc contra roques

- Jupiter (1988).4 morts per col·lisió amb un carguero

- Sea Diamond (Grècia, 2007).2 morts per xoc contra un escull